# Randy Encarnación
Randy Encarnación Solano (* 28. Mai 1992) ist ein dominikanischer Fußballschiedsrichter.
Seit 2019 steht er auf der Liste der FIFA-Schiedsrichter und leitet internationale Fußballspiele.
In der CONCACAF Nations League kam Encarnación in den Saisons 2019–21, 2022/23 sowie 2023/24 in insgesamt sechs Spielen zum Einsatz. Beim Gold Cup 2023 wurde er als Unterstützungsschiedsrichter eingesetzt. Zudem leitet er Qualifikations- und Freundschaftsspiele. 